# Éramos seis (película)
Éramos seis  es una película en blanco y negro de Argentina dirigida por Carlos Borcosque sobre su propio guion según la novela de María José Dupré que se estrenó el 30 de agosto de 1945 y que tuvo como protagonistas a Sabina Olmos, Roberto Airaldi, Carlos Cores, Oscar Valicelli y María Rosa Gallo.

## Sinopsis
Una madre relata las distintas etapas vividas por su familia.

## Reparto
Intervinieron los siguientes intérpretes:
- Sabina Olmos - Lola Lemos
- Roberto Airaldi - Julio Lemos
- Oscar Valicelli - Carlos Lemos
- Carlos Cores - Alfredo Lemos
- María Rosa Gallo - Isabel Lemos
- Tito Alonso - Julinho Lemos
- Amalia Sánchez Ariño - Maria Lemos
- Amalia Bernabé - Tia Emília
- Herminia Llorente - Clotilde
- Perla Achával - Olga
- Carlos Bellucci - Felício
- Juan Carlos Barbieri - Carlos (joven)
- Carlos Alberto Campos - Alfredo (joven)
- Pochita García - Isabel (joven)
- Jorge García - Julinho (joven)

## Comentarios
La crónica de El Mundo señala el clima hogareño y la intensidad dramática de la película en tanto Manrupe y Portela la consideran:

”Reaccionario dramón, basado en novela brasilera, plagado de falsedades que habría que estudiar desde un punto de vista sociológico.”